# Tepuianthus aracensis
Tepuianthus aracensis är en tibastväxtart som beskrevs av J.A. Steyermark och Maguire. Tepuianthus aracensis ingår i släktet Tepuianthus och familjen tibastväxter. Inga underarter finns listade i Catalogue of Life.